# 埼玉県立久喜高等学校
埼玉県立久喜高等学校（さいたまけんりつ くきこうとうがっこう）は、埼玉県久喜市本町三丁目にある県立高等学校。全日制は女子校、定時制は男女共学。

## 設置課程
- 全日制
  - 普通科
    - 特進クラス
    - 総合クラス
- 定時制
  - 普通科

## 沿革
- 1919年 - 久喜実科高等女学校として開校。
- 1921年 - 埼玉県立久喜高等女学校と校名変更。
- 1948年 - 埼玉県立久喜女子高等学校と校名変更。
- 1949年 - 定時制課程加設、埼玉県立久喜高等学校と校名変更。
- 1997年 - 制服改正。
- 1998年 - 創立80周年記念式典挙行・記念コンサート。
- 2006年 - 第1学年に「特進クラス」設置。

## 備考
- 部活は1年次には全員加入だが2年次以降は加入しなくても良い。
- 全日制では、制服はスカート以外にズボンも選択できる。定時制は制服が制定されていないが、だらしない着こなしや化粧・アクセサリーは禁止である[1]。
- 2014年4月1日付で、川内優輝が定時制事務職員として、埼玉県立春日部高等学校より転任、2019年3月31日退職。

## 部活動
- バレーボール部

しばらく全国大会に出場していないが、1950～1960年代には輝かしい実績を残しており、3度の全国制覇の経験がある。1971年の春の高校バレーでベスト4、インターハイでは1952年にベスト4、1953年に優勝、1955年・1956年にベスト4、1959年に優勝、1960年に準優勝、1966年にベスト4、1967年に優勝、1968年にベスト4に輝いている。
- 卓球部
- ソフトボール部
- 弓道部
- 水泳部
- ソフトテニス部
- バスケットボール部
- 陸上競技部

全国高等学校陸上競技対校選手権大会 （インターハイ）や関東大会に出場している。
- 登山部
- 新体操部
- 剣道部
- バドミントン部
- サッカー部

1999年6月に同好会としてスタートし、2003年5月に部に昇格。2013年、第21回全日本高等学校女子サッカー選手権大会に初出場した。
- 書道部
- 演劇部
- 社会部
- 写真部
- 家庭部
- 華道部
- 筝曲部
- 天文部
- ギター部
- 美術部
- 文学部
- 園芸部
- 音楽部
- 茶道部
- ESS
- 放送部
- JRC
- 吹奏楽部
- 漫画研究部
- 競技かるた部

## 著名な出身者
- 伊藤ミカ（前衛舞踏家）
- 三宅邦子（女優）
- 吉田真理子（バレーボール）
- 田子雅（陸上）

## 交通
- 久喜駅西口より徒歩12分または久喜市内循環バス「久喜小学校東」または「久喜高校入口」にて下車。